# علي بريشة
علي بريشة صحفي مصري بمؤسسة الأهرام وعضو في نقابة الصحفيين المصرية تخرج في كلية الإعلام جامعة القاهرة عام 1991 وكان من جيل الصحفيين الشباب المؤسس لجريدة الأهرام المسائي التي صدرت في نفس عام تخرجه حيث عمل في قسم التحقيقات الصحفية وعمل كذلك معدا للبرامج وكاتب سيناريو للبرامج الوثائقية والأفلام التسجيلية في قناة النيل الدولية وقناة النيل للأخبار قبل أن ينتقل للعمل في دبي ضمن مجموعة MBC عام 2002 ليكون أحد المهنيين الذين شاركوا في إطلاق قناة العربية الإخبارية عام 2003، تتنوع كتاباته الصحفية بين السياسة والتراث والفكر والثقافة وله مجموعة قصصية واحدة صدرت عام 2005 تحت عنوان كلام جرايد.. كما أصدر كتابا عام 2010 يحمل عنوان صناعة الموت تجربة حياة بالاشتراك مع المذيعة اللبنانية ريما صالحة حول تجربتهما المشتركة في إنتاج برنامج صناعة الموت على قناة العربية
وفي نهاية عام 2011 أصدر روايته الأولى تحت عنوان مدينة الشمس «نفرت أون»، والتي تم ترجمتها إلى الإنجليزية ونشرت تحت عنوان Nfr IWN : The city of the sun
وفي أكتوبر 2013 أصدر روايته الثانية تحت عنوان «رحلات ابن البيطار» التي صدرت ترجمتها الانجليزية عام 2019 تحت عنوان "Ibn al bitar's voyages" وفازت الترجمة بالميدالية البرونزية في جائزة Independent Publisher Book Awards لعام 2020
وفي مطلع 2016 أصدر كتاب «العالقون في العصور الوسطى» وهو دراسة في فلسفة التاريخ تحاول البحث عن أسباب جمود الحضارات المشرقية وتيار العقل العربي منذ القرن الثالث عشر إلى القرن العشرين
وفي نوفمبر 2023 أصدر روايته الثالثة تحت عنوان "مماليك جزيرة الرعد" وصدرت الترجمة الانجليزية في ديسمبر من نفس العام تحت عنوان "Mamluks of Thunder Island"

## وصلات خارجية
- أرشيف موقع العربية نت - مقالات للكاتب علي بريشة
- البوابة نيوز - «بريشة» يناقش أسباب صعود الإسلام السياسي بـ«العالقون في العصور الوسطى»
- أرشيف موقع جريدة الدستور الأصلي - مقالات للكاتب علي بريشة
- مواسم الثورة - وثائقي من جزئين يروي قصة الثورة المصرية في عامين - سيناريو وإخراج علي بريشة - موقع العربية نت
- الرئيس السابق محمد مرسي - مقال منشور يوم 23 نوفمبر 2012 - موقع الدستور الأصلي
- الموقع الرسمي للكاتب علي بريشة